# CoverGirl
CoverGirl – amerykańska marka kosmetyków założona w Maryland w Stanach Zjednoczonych przez Noxzema Chemical Company. Została przejęta przez Procter & Gamble w 1989, a w 2016 zmieniła właściciela na Coty, Inc. Firma Noxell reklamowała tę markę, pozwalając dziewczętom z okładek – modelkom, aktorkom i piosenkarkom, które pojawiały się na pierwszych stronach gazet – używać swoich produktów. CoverGirl oferuje przede wszystkim szeroką gamę kosmetyków.

## Ambasadorzy marki
Od początku istnienia marka zapraszała liczne gwiazdy do bycia jej ambasadorami. 
W 2011 Paula Patton, Jessica Stam, Taylor Swift i Sofía Vergara zostały nazwane nowymi twarzami CoverGirl. W sierpniu 2013, Katy Perry została wybrana, aby pełnić tę rolę. Dwa lata później ambasadorką została Zendaya, a także pierwszy w historii firmy mężczyzna, 17-letni youtuber, James Charles.